# 今日の魔女術
『今日の魔女術』（こんにちのまじょじゅつ、Witchcraft Today）は、ジェラルド・ガードナーによって書かれたノンフィクションの本。1954年に出版された『今日の魔女術』は、魔女カルトの歴史と実践に関するガードナーの考えと、1930年代のイギリスで実践的な魔女に出会ったというガードナーの主張が記述されている。また、テンプル騎士団が宗教を実践していたという理論と、古代、中世、近世ヨーロッパの妖精への信仰は、他のコミュニティと一緒に住んでいた秘密主義のピグミーによるものであるという理論も扱っている。『今日の魔女術』は、ガードナーの2冊目の本である1959年の『魔女術の意義』（The Meaning of Witchcraft）と共に、ウイッカの宗教の基盤となるテキストの一つである。
執筆の時点で、ガードナーは宗教に着手し、彼自身のカヴンを形成していたが、本にそのことは記していなかった。代わりに彼は「無関係な人類学者のふりをした」。
ガードナーはまた、この本の中で、マティルダ・ジョスリン・ゲージに端を発する、ヨーロッパの魔女狩りで900万人が殺害されたという主張を繰り返している。この期間に魔女術のために処刑された人数の最新の学術的推定は、約4万人から10万人である。